# Ronald González Tabilo
Ronald Damián González Tabilo (Antofagasta, Región de Antofagasta Chile, 17 de octubre de 1990) es un futbolista profesional chileno que se desempeña como delantero y actualmente milita en Provincial Ovalle de la Segunda División de Chile.

## Trayectoria
Se inició en la Escuela de Fútbol de Minera Escondida desde donde saltó a las divisiones inferiores de Deportes Antofagasta, club en el que, tras dos años, fue promovido al primer equipo en el año 2008, cuando este era dirigido por Mario Véner.
En 2009, debutó en el profesionalismo, cuando Deportes Antofagasta se encontraba en la Primera B de Chile, luego de descender la temporada anterior. Rápidamente, destacó por su velocidad y habilidad con el balón.

## Selección nacional
En 2010, fue convocado por Marcelo Bielsa a la Selección de fútbol de Chile para un partido amistoso disputado en Temuco frente a Venezuela mientras jugaba en la Primera B de Chile, el día 31 de marzo en la ciudad de Temuco. En este compromiso ingresó a los 32' de juego en reemplazo del lesionado Esteban Paredes.

### Partidos internacionales
Actualizado hasta el 31 de marzo de 2010.
| \| N.º \| Fecha \| Estadio \| Local \| Resultado \| Visitante \| Goles \| Competición \| \| ----- \| ------------------- \| ------------------------------------------------- \| ---------- \| --------- \| --------- \| ----- \| ----------- \| \| 1 \| 31 de marzo de 2010 \| Estadio Bicentenario Germán Becker, Temuco, Chile \| Chile \| 0-0 \| Venezuela \| \| Amistoso \| \| Total \| Total \| Total \| Presencias \| 1 \| Goles \| 0 \| \| |                     |                                                   |            |           |           |       |             |
| N.º | Fecha               | Estadio                                           | Local      | Resultado | Visitante | Goles | Competición |
| 1 | 31 de marzo de 2010 | Estadio Bicentenario Germán Becker, Temuco, Chile | Chile      | 0-0       | Venezuela |       | Amistoso    |
| Total | Total               | Total                                             | Presencias | 1         | Goles     | 0     |             |

| Selección chilena | Selección chilena | Selección chilena |
| Año               | Partidos          | Goles             |
| ----------------- | ----------------- | ----------------- |
| 20110             | 1                 | 0                 |
| Total             | 1                 | 0                 |

## Clubes
| Club                      | País  | Temporadas |
| ------------------------- | ----- | ---------- |
| Deportes Antofagasta      | Chile | 2009-2017  |
| San Luis                  | Chile | 2017-2018  |
| Deportes Copiapó          | Chile | 2018-2022  |
| → Unión Española (cedido) | Chile | 2020-2021  |
| → Cobreloa (cedido)       | Chile | 2021       |
| Deportes Limache          | Chile | 2023       |
| Provincial Ovalle         | Chile | 2024-Act.  |

## Palmarés

### Campeonatos nacionales
| Título           | Club                 | País  | Año    |
| ---------------- | -------------------- | ----- | ------ |
| Primera B        | Deportes Antofagasta | Chile | 2011-A |
| Primera B        | Deportes Antofagasta | Chile | 2011   |
| Segunda División | Deportes Limache     | Chile | 2023   |